# HBO2
HBO2 – drugi kanał z rodziny HBO dostępny na polskim rynku. Rozpoczął nadawanie 1 grudnia 2002 roku. Stacja nie nadaje reklam.

## Historia kanału
Stacja rozpoczęła nadawanie jako kanał premium 1 grudnia 2002 początkowo w sieciach kablowych. W kolejnych latach stacja zwiększała zasięg i dostępna jest razem z pozostałymi kanałami HBO Polska (HBO i HBO3) tworząc pakiet dodatkowy na platformach satelitarnych nc+, Cyfrowy Polsat oraz w wielu sieciach kablowych. Kanał głównie retransmituje filmy z HBO. Wiosną 2009 wprowadzono format panoramiczny 16:9 i nadawano w nim większość programów, a w czerwcu 2011 ten format został wprowadzony na stałe do wszystkich programów i zapowiedzi. Natomiast 7 marca 2011 uruchomiono wersję HDTV kanału.